# Aurora (film)
 For alternative betydninger, se Aurora. (Se også artikler, som begynder med Aurora)
Aurora er en norsk romantisk komedie af Raymond Nordahl. Filmen har premiere i Norge i løbet af 2010.

## Handling
Filmen Aurora handler om fire venner som får job ved en døgnåben biograf i Tromsø. Hele handlingen udspiller sig over en enkelt nat da de fire er på arbejde. Drengene har lagt planer for natten på forhånd, men for at gennemføre disse må de først håndtere de uventede kunder som pludselig dukker op.

## Skuespillere
- Daniel Iversen
- Cyril Frantzen
- Christina Morador
- Nathalie Olsen
- Kim Bodnia
- Emil Rodrigo Jørgensen
- Anne Lena Refsnes Hansen

## Eksterne Henvisninger
- Artiklen har ingen egenskaber for filmdatabaser i Wikidata
- Filmens blog